# Атенко
Атенко (исп. Atenco)  —   город и муниципалитет в Мексике, входит в штат Мехико. Население — 42 739 человек.

## История
Город основан в 1820 году.